# Music Is My Radar
Singles de Blur
No Distance Left To Run
(1999) Out Of Time
(2003)
Music Is My Radar est le vingt-quatrième single de Blur, sorti pour la promotion de Blur: The Best of dont il est extrait. 

C'est le dernier single que Blur a enregistré avec Graham Coxon.

## Liste des titres
- CD1

1. Music Is My Radar (radio edit) - 4:21
2. Black Book - 8:30
3. Headist / Into Another (live) - 3:45

- CD2

1. Music Is My Radar (radio edit)
2. 7 Days (live)
3. She's So High (live)

- Cassette

1. Music Is My Radar (radio edit)
2. Black Book
3. She's So High (live)

- 12

1. Music Is My Radar (radio edit)
2. Black Book

- CD (Europe et Japon)

1. Music Is My Radar (radio edit)
2. Black Book
3. 7 days (live)
4. She's So High (live)